# Stéphane Degout
Stéphane Degout (9 juni 1975) is een Franse bariton die zowel liedrecitals als operarollen brengt.

## Biografie
Degout studeerde aan het Conservatoire national supérieur musique et danse de Lyon en begon daarna te werken als lid van het ensemble van de Opéra de Lyon. Hij debuteerde in 1999 als Papageno in Mozarts Die Zauberflöte waarmee zijn internationale carrière startte. Hij verzorgde en verzorgt zowel liedrecitals als rollen in opera's; hij heeft verscheidene opnames op zijn naam staan.
In maart 2013 zong hij de rol van prins in de wereldpremière van Benoît Merniers La Dispute in de Koninklijke Muntschouwburg. In die laatste schouwburg vertolkte hij vanaf 3 december 2013 de titelrol van Hamlet in de gelijknamige opera van Ambroise Thomas.
Op 24 september 2012 werd hij benoemd tot Chevalier de l'Ordre des Arts et des Lettres en in datzelfde jaar was hij Artiste lyrique de l'année des Victoires de la musique classique.
- Bibsys: 7046313
- Bibliothèque nationale de France: cb15034733b (data)
- Gemeinsame Normdatei: 135729742
- International Standard Name Identifier: 0000 0000 5521 6678
- Library of Congress Control Number: no2006006281
- MusicBrainz: 801b4b4b-78f9-4620-ac00-759c2a8e9f4a
- Nationale Bibliotheek van Tsjechië: xx0151360
- Nationale Bibliotheek van Israël: 987007411956105171
- Nationale Bibliotheek van Polen: a0000003133091
- Système universitaire de documentation: 159242347
- Virtual International Authority File: 62770609
- WorldCat: E39PBJv8FRv4YbyPtpJmyQTvHC